# Louis II de Laval
Pour les articles homonymes, voir Louis II.
Louis II de Laval
Fils de Louis Ier de Laval, seigneur de Brée et des Haies-Gascelin, épousa Anne Accarie, dont il n'eut point d'enfants. Elle se remaria à Joachim, sieur de Daillon, et fit son testament le 11 avril 1563.